# 게릴라 가드닝

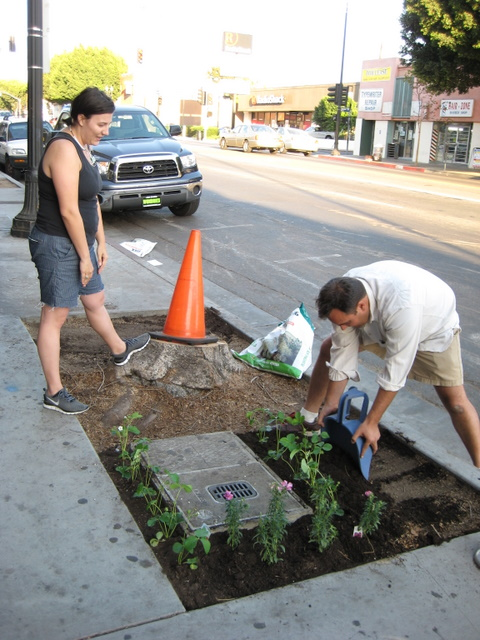
로스앤젤레스 길가에서의 게릴라 가드닝

게릴라 가드닝(영어: Guerrilla gardening)은 정원사가 사용할 법적 권리나 사적소유권을 갖지못한 땅에 정원을 가꾸는 활동이다. 여기서 땅이란 방치된 땅, 잘 관리되지 않는 땅을 말한다. 게릴라 가드닝은 다양한 범위의 사람과 동기를 포함하는데 법적 경계를 넘는 정원사로부터 게릴라 가드닝을 통해 저항이나 직접 행동의 형태로 변화를 일으키려는 정치적 영향력을 가진 정원사까지 아우른다. 이런 실천은 토지소유권이나 토지개량권에 대한 함축을 가지고 있다. 이는 토지소유자의 재고를 촉구하는 것에 목적을 둔다. 또 땅에 새로운 용도를 부여하거나 땅이 방치 또는 오용되고 있음을 인식하도록 촉구하기 위해서다.
게릴라 가드닝에 사용되는 땅은 보통 방치되거나 법적소유자에 의해 제대로 관리되지 않는다고 인식된다. 이런 땅은 게릴라 가드너에 의해 식물을 키우는데 사용된다. 대개 미학적 목적으로 의도된 식량작물에 초점이 맞춰진다.
게릴라 가드너의 일부는 밤에 행동하는데 비교적 비밀이 유지되는 시간이기 때문이다. 그들은 씨를 뿌리고 새 채소밭이나 화단을 조성한다. 그 지역을 쓸모 있고 더 매력적이거나 그 둘 중 어느 한쪽으로 만들 목적이다. 정원 일부는 행동주의 형태로 보일 수 있는 더 노출되는 시간(낮)에 조성된다. 이는 공공성을 추구하기 때문이다.

## 이름

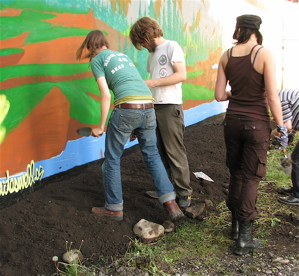
캐나다 캘거리 시내의 이전부터 비어있던 공간에 채소를 심는 게릴라 가드너들

"게릴라 가드닝"(Guerrilla gardening)이라는 용어가 최초로 사용된 것은 1973년 뉴욕의 보워리 휴스턴 지구에서 리즈 크리스티와 그녀의 게릴라 가드닝 동료(Liz Christy and her Green Guerrilla group)에 의한 것이다. 그들은 버려진 사유지를 정원으로 만들었다. 그 공간은 여전히 자원봉사자들에 의해 보호되고 있지만 이제 시 공원 부서의 보호도 받고 있다. 두 명의 유명한 게릴라 가드너가 있다. 한 명은 1649년 영국 서레이 지역의 광부였던 Gerrard Winstanley 이고 다른 한명은 1801년 미국 오하이오주의 John "Appleseed" Chapman 이었다. 두 사람은 모두 게릴라 가드닝이란 용어가 만들어지기 전에 활동했다.
게릴라 가드닝은 전세계 많은 곳에서 일어난다. 대표적인 게릴라 가드닝 운동가인 리처드 레이놀즈에 따르면 문서상 30여개국 이상이다. 수많은 게릴라 가드닝 사회관계망 집단과 게릴라 가드닝 웹사이트(GuerrillaGardening.org)의 동호인 페이지가 그 증거이다. bewildering이라는 용어가 게릴라 가드닝의 동의어로 사용되어왔는데 호주 정원사 봅 크롬비(Bob Crombie)에 의해서다.

## 사례

### 국제 해바라기 게릴라 가드닝의 날 (5월 1일)
국제 해바라기 게릴라 가드닝의 날(The International Sunflower Guerrilla Gardening Day)은 매년 5월 첫째날에 열린다. 게릴라 가드너가 이웃에 해바라기를 심어주는 국제적인 규모의 연중행사이다. 보통 방치된다고 인식되는 공공장소인 가로수 보호경계, 화단 및 길가 버려진 땅이다. 벨기에의 수도인 브뤼셀의 게릴라 가드너들에 의해 2007년부터 시작되었다.
그는 브뤼셀 농부라는 이름으로 제안했는데 행사를 Journée Internationale de la Guérilla Tournesol라고 불렀다. 전세계 게릴라 가드너의 호응을 이끌어내었는데 특히 관련 웹사이트(GuerrillaGardening.org)가 그 중심이었다. 그로부터 매년 참가자가 늘어나고 있다. 2010년에는 북아메리카, 유럽, 아시아 등지에서 5000명 이상의 사람들이 참여했다. 비록 이 시기에 해바라기는 북반구 일부에서만 심을 수 있지만, 세계의 곳곳에서는 그곳의 계절에 맞는 식물을 심으며 함께 이 날을 기념한다.

### 북아메리카

#### Adam Purple's Garden of Eden

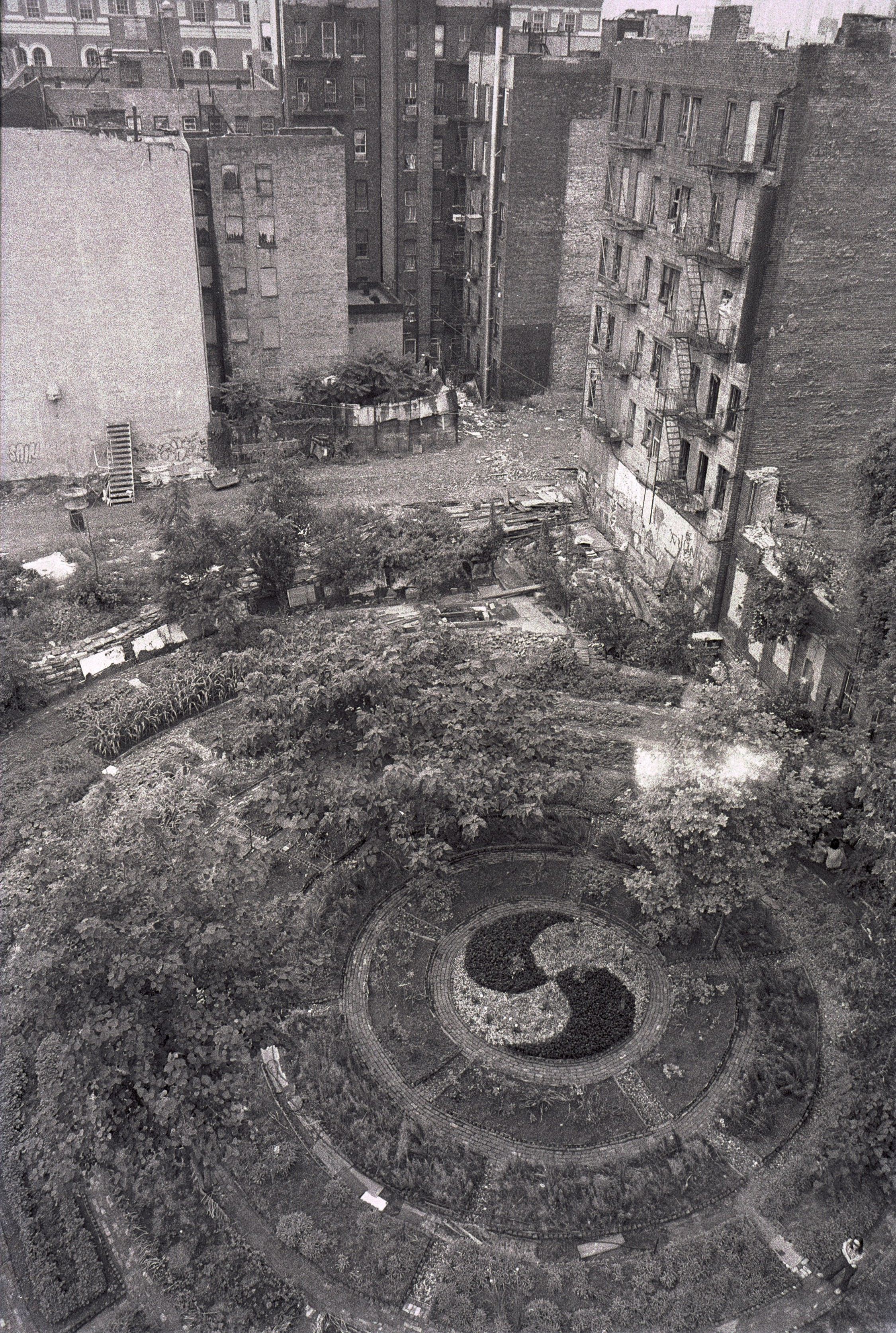
1984년 뉴욕 맨하탄 Lower East Side에 만들어진 Adam Purple의 도시 정원

1970년대 중반부터 아담 퍼플은 음양을 닮은 모양의 원형정원을 맨하탄 Lower East Side의 버려진 땅에 만들고 가꾸었다. 1986년, 정원은 불시에 여러 곳에서 뉴욕시의 불도저에 의해 파괴되었다. 그 크기가 15,000sqft(=1393.5m²)에 달했다 단편영화 "아담 퍼플과 에덴정원(Adam Purple and the Garden of Eden)"은 그 역사를 말해준다.

#### People's Park (Berkeley, California)
People's Park는 1960년대 후반 게릴라 가드닝 커뮤니티에 의해 캘리포니아 대학 소유의 땅에 만들어졌으며 오늘날 공원으로 이용되고 있다. 당시 캘리포니아 대학은 땅을 사놓고 더 이상 손대지 않은 채 황폐한 상태로 내버려두고 있었다. 마침내 사람들은 그곳은 공원으로 바꾸기 시작했다. 이는 커뮤니티 멤버, 대학, 대학 경비, 레이건 정부, 경찰 모두가 연관된 하나의 전쟁이었다. 격렬한 시위와 보복 끝에 한 명의 사상자와 수백명의 중상자가 발생했다. 공원 일부가 훼손되었다가 후에 재건되었으며, 오늘날에는 도시의 일부분으로 기능하고 있다.

### 한국

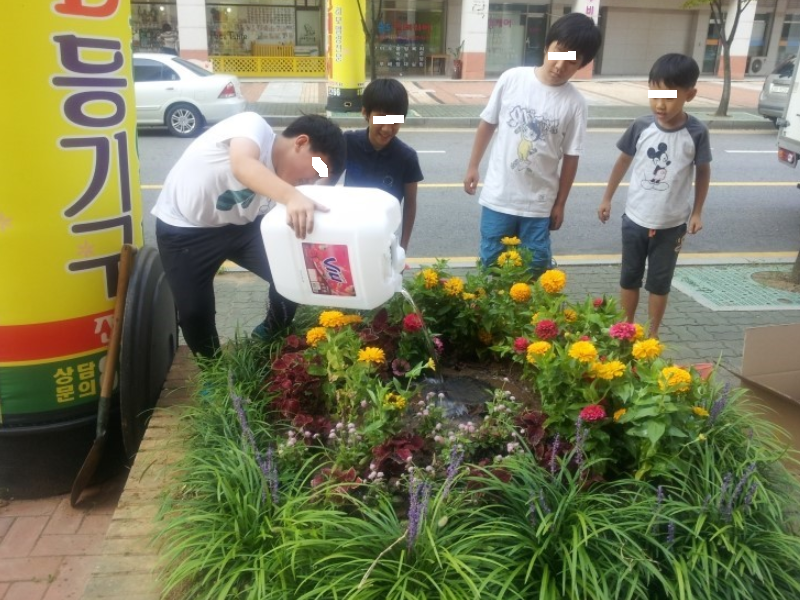
남자 어린이들의 게릴라 가드닝(인천 송도-2014.9.2)

한국의 게릴라 가드닝 할동은 개인, 봉사동아리 및 인터넷 커뮤니티를 중심으로 이루어진다. 일부 게릴라의 경우, 관공서의 지원을 받기도 하는데 게릴라 가드닝의 취지와 어울리지 않는다는 점에서 약간의 논란이 발생할 수도 있다. 게릴라 가드닝의 특성상 외부에 드러날 정도의 조직적인 활동을 하지 않기 때문에 실제 현황을 파악하기 쉽지 않다. 서울시의 예를 보더라도 도시녹화가 주요정책으로 다뤄지고 있는 것을 볼때 게릴라 가드닝의 사회적 역할은 점점 커질 것으로 예상된다. 게릴라 가드닝 운동가 리처드 레이놀즈가 지난 2012년 8월 11일 TEDxItaewon 행사에 참석하여 한국인을 대상으로 게릴라 가드닝에 대해 강연을 했다. 방한 당시 한국의 게릴라 가드닝 현황에 대해 깊은 관심을 표명하고 정보를 수집해 갔다.

## 비판적 시각

### 불법 행위: 사유재산권 침해
자신의 소유지가 아닌 토지에 주인의 허가 없이 임의로 심는 행위는 현행법상 불법으로 형사, 민사상 처벌 대상이 된다. 실제 게릴라 가드닝 활동시 가장 유의할 점이다. 게릴라 가드너는 자신의 선한 의도에도 불구하고 게릴라 가드닝이 사유재산권을 과하게 침입하지 않도록 주의해야 한다.

### 생태계 혼란: 외래종 유입
자신의 정원을 넘어서 들이나 야생에 심어진 외래식물이 기존 생태계에 혼란을 줄 수 있다. 예방을 위해 번식력이 약하고 생태적 관점에서 무리가 없다고 판단된 흔한 식물이나 지역 고유의 식물을 심는 것이 바람직하다.

### 독성 위험: 정원식물 식용
독성 폐기물 매립지나 차량 통행이 많은 도로가 근처의 식용식물을 채집하고 기르는 것과 관련된다. 이는 뿌리에 흡수되는 화학 유출물 때문이다. 유독식물은 독소가 있는 땅에서 자라는 경향이 있다. 과학자들은 죽지 않고 토양으로부터 독소를 흡수하는 특정 식물을 화학적 토양오염을 줄이려는 수단으로 사용한다. 게릴라 가드닝이 자신이 속한 공동체를 청결하게 만들기 위해 독립된 활동으로써 활용될 수 있지만 독소가 흡수된 식물을 먹는 것은 신체에 독소를 축적시킬지도 모르니 주의해야 한다. 도시에서 산나물을 캐는 채집자 또한 이런 식으로 유사한 건강상 위험에 부딪치는데 화학오염이나 수질오염 지역에서 자라는 식물을 채집해서 먹지 않도록 주의해야 하다. 무엇보다 교통량이 많은 도로가에서 자라는 식물은 자동차 배기가스에 포함된 중금속에 오염되어 있을 가능성 때문에 식용 목적으로 이용되어서는 안된다.

## 같이 보기
- 도시 농업
- 마을정원 가꾸기 (en:Community gardening)
- 공동체 지원 농업 (en:Community Supported Agriculture)
- en:Flower power
- 원예 치료 (en:Horticultural therapy)
- 나무를 심는 사람 (en:The Man Who Planted Trees)
- en:World Naked Gardening Day
- en:Common land
- en:Communal garden
- 도시정원 가꾸기 (en:Urban gardening)
- 도시 원예 (en:Urban horticulture)

## 참고 자료
단행본
- Reynolds, Richard (2009년 5월 1일). 《On Guerrilla Gardening: A Handbook for Gardening Without Boundaries) (Paperback)》. Bloomsbury Publishing(NY). ISBN 9780747592976.
  - 리처드 레이놀즈 (2012년 1월 30일). 《게릴라 가드닝》. 여상훈 옮김. 들녘. ISBN 8975279928.

- Pollan, Michael (2002년 5월 28일). 《The Botany of Desire: A Plant's-Eye View of the World (Paperback)》. Random House Trade. ISBN 978-0375760396.
  - 마이클 폴란 (2007년 6월 25일). 《욕망하는 식물》. 번역 이경식. 황소자리. ISBN 9788991508330.